# 郡上市立小川小学校
郡上市立小川小学校 （ぐじょうしりつ おがわしょうがっこう）は、岐阜県郡上市に存在した公立小学校。

## 概要
- 通学区域は明宝小川であり、公立中学校の進学先は郡上市立明宝中学校であった[1]。
- 明宝小川のは弓掛川上流の過疎地域であり、2022年1月時点の児童数は4名[2]。
- 敷地内には野外スケートリンクがあり、毎年1月の1時間目はスケートの授業が行われている（氷の状態などで行われない場合もある）。このスケートリンクは夜間にPTAや保護者の手によって作られている。
- 2021年（令和3年）10月に県道86号の「めいほうトンネル」が開通。明宝小川の児童が交通の難所の小川峠を迂回し、安全に通行できることになったため、2022年（令和4年）3月に郡上市立明宝小学校に統合され廃校。

## 沿革
- 1873年（明治6年）
  - 6月 - 小川村に、漆原小学校小川分校が開校する。
  - 11月 - 漆原小学校から独立し、小川学校となる。
- 1886年（明治19年）11月 - 小川簡易小学校に改称する。
- 1897年（明治30年）4月1日 - 大谷村、寒水村、気良村、小川村、畑佐村、二間手村、奥住村が合併し、奥明方村が発足。
- 1900年（明治33年）3月 - 小川尋常小学校に改称する。
- 1916年（大正5年）4月 - 奥明方第四尋常小学校に改称する。
- 1933年（昭和8年）5月 - 日出雲分校を設置する。
- 1935年（昭和10年）4月 - 日出雲分校を廃止する。
- 1938年（昭和13年）4月 - 小川尋常高等小学校に改称する。
- 1941年（昭和16年）4月1日 - 小川国民学校に改称する。
- 1947年（昭和22年）4月1日 - 奥明方村立小川小学校に改称する。明方中学校小川分校を併設する。
- 1951年（昭和26年）4月 - 併設の明方中学校小川分校が畑佐中学校に移管され、畑佐中学校小川分校となる。
- 1955年（昭和30年） - 校舎（木造2階建）が完成。
- 1961年（昭和36年）4月 - 併設の畑佐中学校小川分校が廃校。
- 1970年（昭和45年）4月20日 - 奥明方村が明方村に改称する。同時に明方村立小川小学校に改称する。
- 1980年（昭和55年）8月 - プールが完成。
- 1985年（昭和60年）12月 - 体育館が完成。
- 1985年（昭和62年）12月 - スケートリンクが完成する。
- 1992年（平成4年）4月1日 - 明方村が明宝村に改称する。同時に明宝村立小川小学校に改称する。
- 2004年（平成16年）3月1日 - 八幡町、大和町、白鳥町、高鷲村、美並村、和良村、明宝村が合併し、郡上市が発足。同時に郡上市立小川小学校に改称する。
- 2011年（平成23年）4月 - 郡上市立小川保育園が小川小学校校舎内に移転する。
- 2016年（平成28年）3月 - 現在の校舎が完成。
- 2022年（令和4年）
  - 3月26日 - 閉校式を行う[3]。
  - 3月31日 - 廃校。